# Ocet czterech złodziei

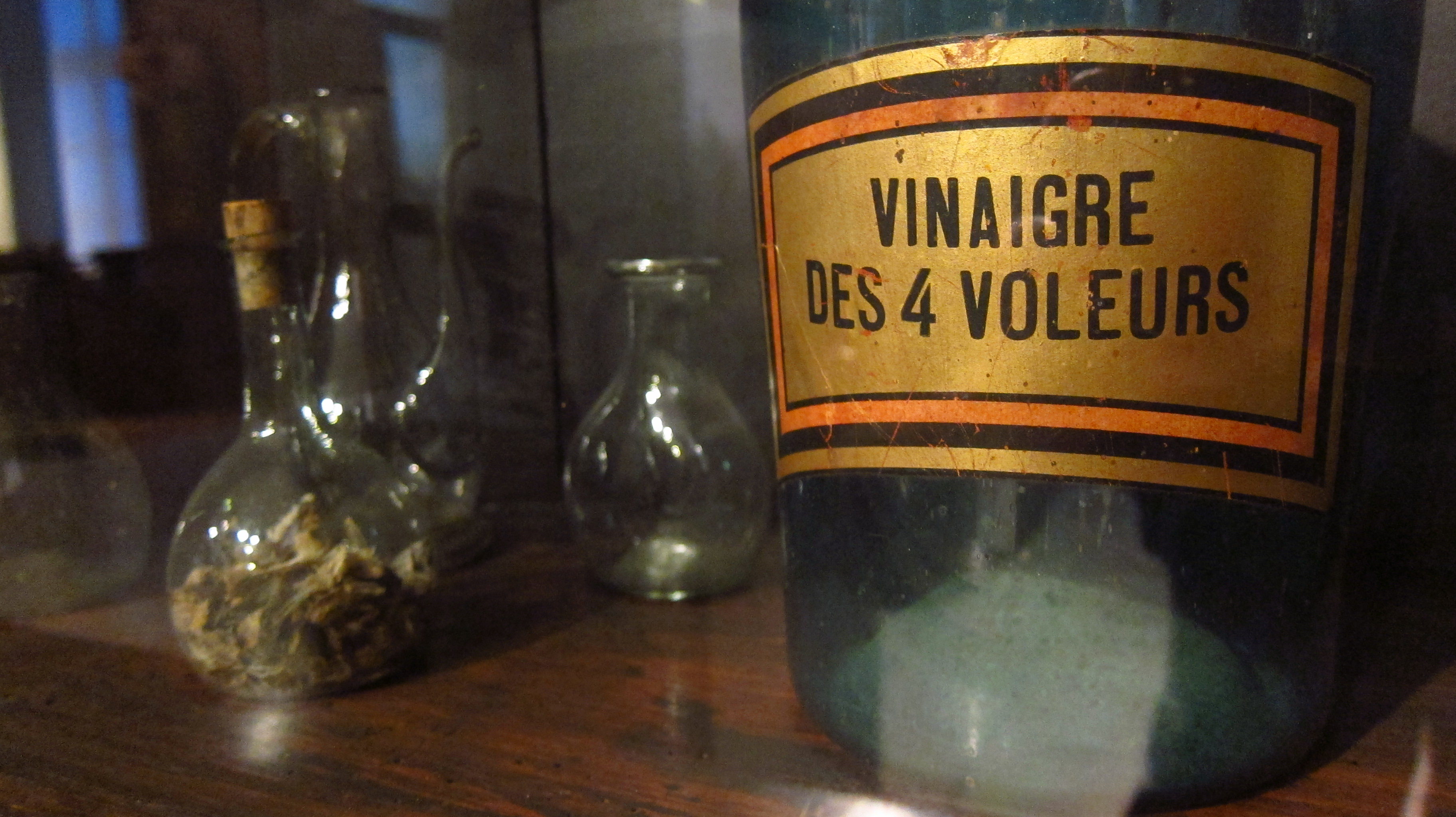
Butelka na ocet czterech złodziei w muzeum Paul-Dupuy w Tuluzie

Ocet czterech (lub siedmiu) złodziei – wieloskładnikowy aromatyczny ocet stosowany w przeszłości w medycynie do obmywania rąk i twarzy, płukania jamy ustnej oraz odświeżania powietrza w celu zabezpieczenia przed dżumą; prekursor współczesnych środków antyseptycznych.

## Podłoże historyczne

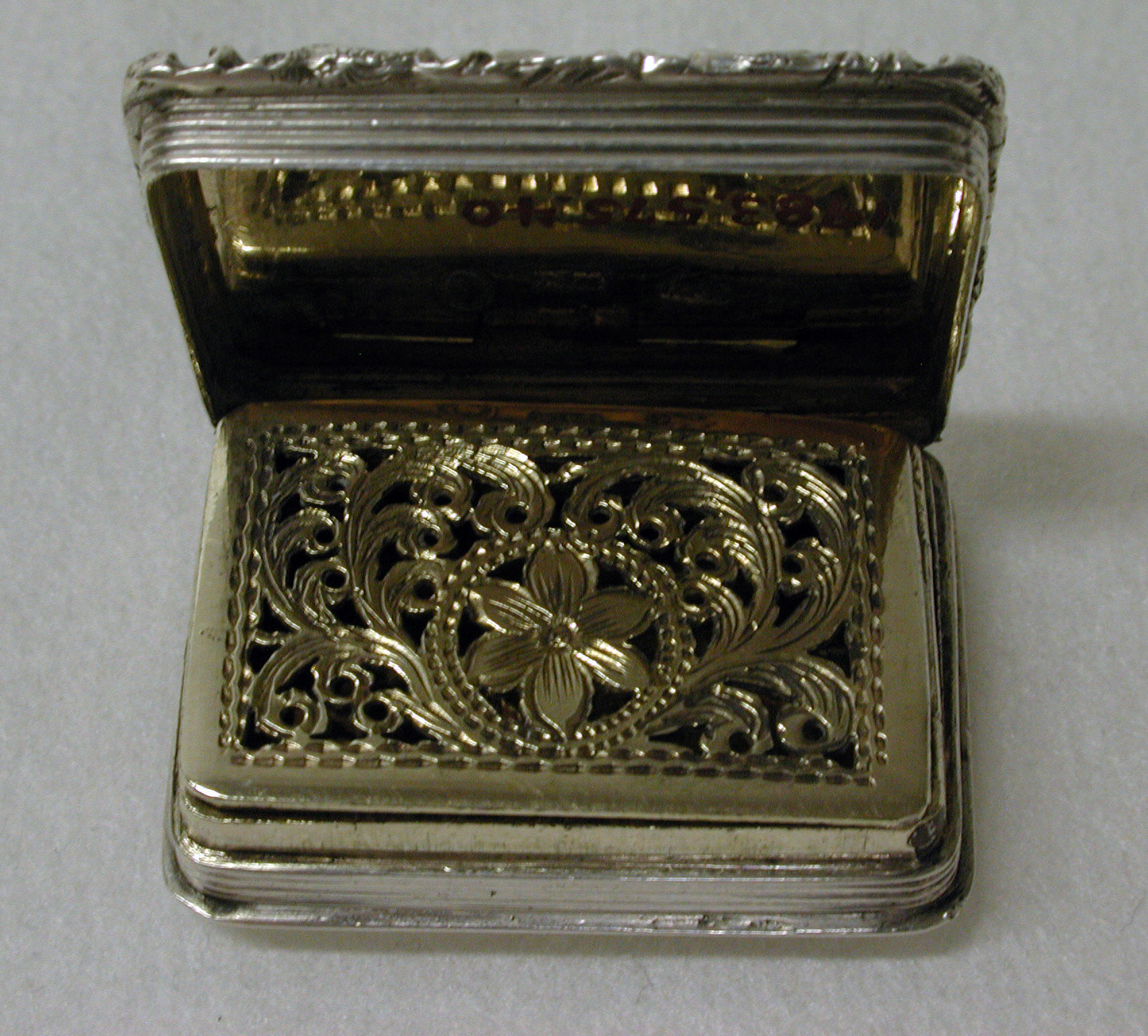
Metalowy pojemnik vinaigrette firmy Nathaniel Mills & Sons z 1834 roku

Ocet lekarski (łac. acetum) był stosowany już w starożytności jako środek chłodzący u gorączkujących w postaci kompresu lub do płukania gardła. Podobnie ocet z ziołami znany był starożytnym medykom. Zastosowanie octu z rutą, tymiankiem, lawendą lub miętą opisał Dioskurydes w De materia medica. Używanie octu często zalecano także w XIV-wiecznych pracach poświęconych zarazie. Średniowieczny włoski lekarz Saladin Ferro z Ascoli w pracy pt. Consilium de peste z 1448 roku, odnosząc się do wcześniejszych o kilkaset lat prac Awicenny, który wymienił pachnące owoce cytrusowe pośród środków zapobiegających morowemu powietrzu, rekomendował mieszaninę wody różanej i octu do spryskiwania pomieszczeń, mycia twarzy i nosa. Ponadto zalecał nosić przy sobie buteleczkę z octem różanym do wąchania. Wierzył także w antymorowe działanie pomanderów. O octach z pachnącymi ziołami wspomniał w swojej książce ziołoleczniczej Pierandrea Matthioli. Ocet z rutą i ocet z goździkami były stosowane, aby ochronić się w czasach epidemii. Propagatorem zażywania małych dawek „ochładzającego” octu winnego przygotowanego razem z „gorącymi” aromatycznymi ziołami (goryczką, galangalem, ostryżem i szyszkojagodami jałowca) w celu ochrony przed chorobami infekcyjnymi był Richard Mead.
W XVII i XVIII wieku do sporządzania aromatycznych octów wg przepisów farmakopealnych były używane liczne zioła zawierające olejki eteryczne. Octy lekarskie wykorzystywano do zapobiegania i leczenia infekcji oraz jako odtrutki. Figurowały w farmakopeach pod łacińskimi nazwami takimi jak: Acetum Bezoardicum, Acetum Theriacale, Acetum Pestilentiale czy Acetum Prophylacticum. Aromatycznego octu jako środka ochronnego ludzie używali udając się do zainfekowanych miejsc, a lekarze odwiedzając chorych. Popularne stały się tzw. vinaigrettes, czyli małe pojemniczki z gąbką nasączoną aromatycznym octem pod perforowaną przykrywką, przeznaczone do wąchania, które wyparły z użycia średniowieczne pomandery. W XVIII wieku szczególną popularność zdobył aromatyczny ocet znany pod nazwą octu czterech złodziei lub octu siedmiu złodziei.

## Pochodzenie nazwy
Według ustnych przekazów podczas plagi dżumy w Marsylii w 1720 roku czterech złodziei, ograbiających domy umierających lub zmarłych na dżumę, częstokrotnie myło ręce, nos i usta w ziołowym occie, unikając w ten sposób zachorowania. Tajemnicę tę rabusie wyjawili podczas aresztowania w zamian za darowanie im kary. Z tego powodu ocet ten bywa nazywany octem czterech złodziei. Według innej legendy złodziejami tymi byli kopacze-grabarze morowi skazani na śmierć za okradanie zwłok ofiar epidemii. Schwytani ujawnili skład, recepturę i sposób użycia swojego „cudownego” przeciwdżumowego specyfiku, aby zostało darowane im życie. Ludowa wiara w istnienie sposobów na uchronienie się przed zakażeniem ludzi, którzy codziennie stykali się z zadżumionymi, była bardzo silna.
Pod nazwą octu czterech złodziei (fr. Vinaigre des Quatre Voleurs) był opisywany we francuskiej literaturze farmaceutycznej, np. w Farmakopei Paryskiej z 1748 roku i Farmakopei Królewskiej z 1753 roku. Ocet czterech złodziei został też umieszczony w Encyclopédie z 1765 roku pod redakcją Diderota i d’Alemberta.
Ocet ziołowy był jednak znany i używany już wcześniej, jeszcze przed pojawieniem się plagi czarnej śmierci w Marsylii. Na przykład gąbkę nasączoną octem ziołowym i umieszczoną w wydrążonej pomarańczy zwykł trzymać w ręce kardynał Thomas Wolsey (zm. 1530) jako środek mający ochronić go przed zarazą, gdy przechodził wśród zgromadzonego na jego cześć tłumu ludzi.
Według słownika Władysława Kopalińskiego nazwa octu czterech złodziei obrazuje jego ostry smak i prawdopodobnie związana jest ze starożytnym obyczajem pojenia skazańców przed egzekucją kwaśnym octem i gorzką żółcią. Do dzisiaj w języku polskim funkcjonuje także frazeologizm kwaśny jak ocet siedmiu złodziei, czyli bardzo kwaśny w smaku.

## Popularność
Z czasem ocet czterech złodziei z Francji stał się znany również w Anglii. W 1774 roku londyński lekarz i chirurg Georges Arnaud de Ronsil rekomendował go jako „cudowny środek ochronny” z Marsylii. Zalecał używać octu m.in. do odświeżania powietrza w pomieszczeniach zamkniętych i licznie odwiedzanych miejscach publicznych (np. w kościołach, więzieniach, szpitalach, lokalach rozrywkowych i na statkach). W tym celu gorące cegły polewano aromatycznym octem i umieszczano np. w pokojach z chorymi, aby zdezynfekować i odświeżyć powietrze.
Mniej więcej w tym samym czasie przepisy na octy podobne do octu czterech złodziei pojawiły się w różnych innych europejskich farmakopeach.
W miarę upływu czasu stopniowo ocet został wyparty z receptury farmaceutycznej przez rozcieńczony kwas octowy (łac. Acidum aceticum).
Aromatyczny ocet (łac. Acetum aromaticum) sporządzony z rozcieńczonego kwasu octowego, zawierający olejki eteryczne jałowca, lawendy, mięty, rozmarynu, cytryny i goździków, był używany do mycia rąk i płukania jamy ustnej w celu ochrony przed zarażeniem aż do połowy XX wieku.
Tym niemniej przepisy na ocet czterech złodziei w dalszym ciągu były zamieszczane w niektórych książkach dotyczących kosmetyków oraz encyklopediach.
Aromatyzowany ziołami rozcieńczony kwas octowy został następnie zastąpiony w farmacji i medycynie nowoczesnymi związkami chemicznymi o właściwościach dezynfekujących. Do odkażania materiałów wykorzystuje się wiele rozmaitych substancji niszczących drobnoustroje chorobotwórcze m.in. podchloryn sodu i wapnia czy formaldehyd, zaś na rynku konsumenckim pojawiły się specjalne żele do odkażania rąk oraz płyny do płukania jamy ustnej m.in. z chloroheksydyną.
Współcześnie ocet czterech złodziei, o składzie mniej lub bardziej zbliżonym do oryginalnych dawnych przepisów, jest dostępny w sprzedaży pozaaptecznej, w sklepach z naturalnymi środkami leczniczymi np. we Francji.

### W Polsce
Ocet czterech złodziei (dawniej złodziejów) był także znany i stosowany w Polsce. W Archiwum Państwowym w Przemyślu zachowały się dwa przepisy z lat 70. XVIII wieku na jego sporządzanie: Sposób preparowania octu czterech złodziejów służący od wszelkiej zarazy y powietrza i Recepta od zarazy powietrznej w roku 1770 w Samborze.
Czterech złodzieiów ocet został wymieniony w „Fircyku w zalotach” (scena 3, Aryst).
Trzymanie w ustach kawałka gąbki nasączonej octem czterech złodziei i wypluwanie śliny, oraz obmywanie octem rąk i twarzy po kilka razy dziennie zalecał Ludwik Perzyna w Lekarzu dla Włościan.
Satyryk Antoni Marianowicz zatytułował tomik swoich prac opublikowany w 1959 roku „Ocet siedmiu złodziei”.
Filolog i aromaterapeutka Marta K. Grochowalska opublikowała w 2022 roku opowiadanie zawierające fabularyzowaną historię powstania octu czterech złodziei ("Ocet czterech złodziei: prawdziwa historia").

## Skład i receptura
Pod kątem farmakologicznym ocet czterech złodziei był roztworem ziołowych olejków eterycznych i kamfory w occie, stosowanym profilaktycznie w przypadku chorób zakaźnych przebiegających z podwyższoną temperaturą ciała.

### Przepis wg farmakopei francuskiej z 1837 roku

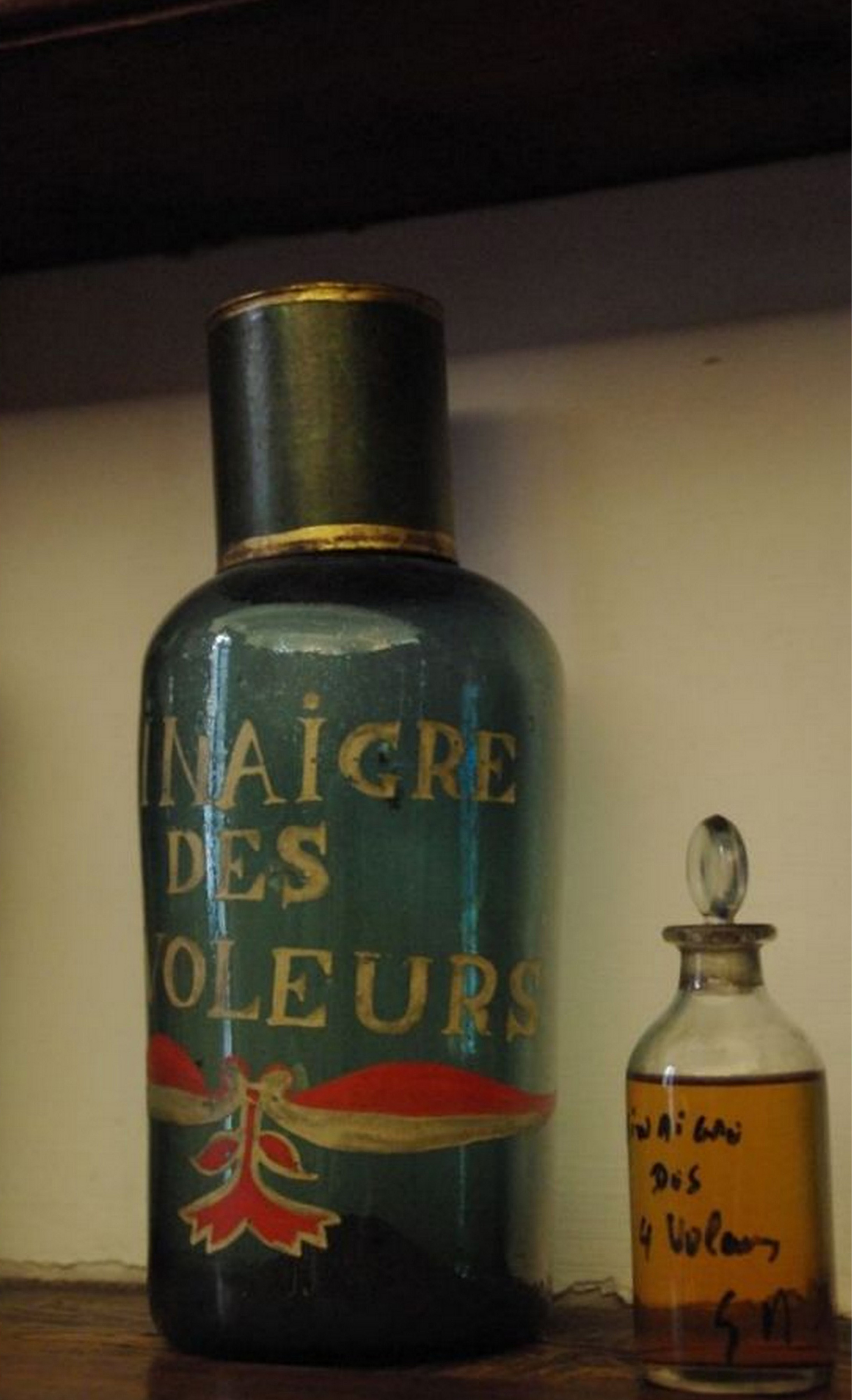
Butelki z octem czterech złodziei

- 64 gramy suchego ziela bylicy piołun
- 64 gramy suchego ziela bylicy pontyjskiej
- 64 gramy rozmarynu
- 64 gramy szałwii
- 64 gramy mięty
- 64 gramy ruty
- 64 gramy kwiatów lawendy
- 8 g kłącza tataraku
- 8 g cynamonu
- 8 g goździków
- 8 g gałki muszkatołowej
- 8 g czosnku
- 16 g kamfory
- 64 g kwasu octowego
- 4 kilogramy octu winnego

Macerować rośliny i ich części w occie przez 15 dni; energicznie potrząsać; dodać kamforę rozpuszczoną w kwasie octowym; po kilku godzinach przefiltrować.

## Sposób użycia
Podczas rozprzestrzeniania się morowego powietrza w Rzeczypospolitej w 1770 roku rozesłano druki ze sposobem przygotowywania i używania octu czterech złodziei do zagrożonych województw:

Tym się umywać, naczczo po łyżeczce co dzień zażyć. Nos i gębę tym nacierać i zawsze nosić w balsamce przy sobie, dla częstej wąchania sposobności.

## Efektywność
Standardowy ocet winny zawiera 5% kwasu octowego. Mikrobiologiczne badania naukowe in vitro potwierdziły efektywność słabych kwasów organicznych jako środków dezynfekujących. Obecność ziół zawierających olejki eteryczne w occie czterech złodziei prawdopodobnie miała dodatkowy pozytywny wpływ na działanie antyseptyczne. Aktywne związki chemiczne z goździków lub cytryny obecne w aromatycznych octach, mogły też wykazywać działanie odstraszające pchły i wszy, które odgrywały rolę w roznoszeniu zarazy.

### We współczesnych badaniach
Kwas octowy, główny składnik octu, w stężeniu 6% i przy 30-minutowym czasie ekspozycji, okazał się skutecznym środkiem zabijającym Mycobacterium tuberculosis, jedną z najbardziej opornych na dezynfekcję bakterii.
Wyniki innego badania naukowego wskazały na możliwość wykorzystania kwasu octowego do zwalczania Salmonelli na produktach spożywczych tj. mięsie kurczaka.
Kwas octowy w stężeniu 10% z dodatkiem 1,5% kwasu cytrynowego wykazał działanie dezynfekujące w stosunku do wielu różnych mikroorganizmów, nawet działanie wirusobójcze względem wirusów posiadających otoczkę lipidową. Już 5% kwas octowy okazał się efektywny w redukowaniu liczby bakterii w teście powierzchniowym, wykonanym m.in. na Pseudomonas aeruginosa, Escherichia coli, Staphylococcus aureus i Candida albicans.
W półeksperymentalnym badaniu komercyjny ocet jabłkowy zastosowany do dezynfekcji owrzodzeń skóry różnego pochodzenia (cukrzycowego, odleżynowego, po złamaniu kości, użądleniu, dożylnych iniekcjach w uzależnieniu od narkotyków) okazał się być bardzo efektywny w przywracaniu integralności skóry przy jednoczesnym minimalnym bliznowaceniu. Wyniki wskazywałyby na potencjalne właściwości regeneracyjne lub przynajmniej na przyśpieszanie procesu gojenia się ran skórnych.
W standaryzowanym badaniu przeprowadzonym in vitro porównano przeciwbakteryjne działanie 3% kwasu octowego z nowoczesnymi środkami dezynfekującymi (11% jodopowidonem, 0,04% poliheksanidem, 5% mafenidem oraz 1,5% chloroheksydyny w połączeniu z 15% cetrymidem) w stosunku do wybranych bakterii gram-dodatnich i gram-ujemnych odpowiedzialnych za problematyczne infekcje (Proteus vulgaris, Pseudomonas aeruginosa, Acinetobacter baumannii czy MRSA). 3% kwas octowy wykazał się działaniem bakteriobójczym podobnym, a w przypadku niektórych bakterii nawet lepszym, niż współcześnie stosowane roztwory dezynfekujące. Zastosowanie 3% kwasu octowego jako lokalnego antyseptyku wymaga jednak dalszych badań klinicznych i ewaluacji otrzymanych rezultatów.